# Associazione Calcio Derthona 1938-1939
Questa pagina raccoglie le informazioni riguardanti l'Associazione Calcio Derthona nelle competizioni ufficiali della stagione 1938-1939.

## Stagione
Nella stagione 1938-1939 il Derthona ha disputato il girone B della Serie C piazzandosi all'ultimo posto con 11 punti retrocedendo in Prima Divisione.

## Rosa
| N. |                   | Ruolo | Calciatore         |
| -- | ----------------- | ----- | ------------------ |
|    | Italia (bandiera) | P     | Renato Rossi       |
|    | Italia (bandiera) | P     | Natale Svergellati |
|    | Italia (bandiera) | D     | Carmelo Amenta     |
|    | Italia (bandiera) | D     | Dante Campostella  |
|    | Italia (bandiera) | D     | Camillo Gherlone   |
|    | Italia (bandiera) | D     | Giovanni Nizzi     |
|    | Italia (bandiera) | D     | Angelo Uggetti     |
|    | Italia (bandiera) | D     | Cesare Zoccola     |
|    | Italia (bandiera) | C     | Enzo Castelli      |
|    | Italia (bandiera) | C     | Dante Gatti        |
|    | Italia (bandiera) | C     | Francesco Lingua   |

| N. |                   | Ruolo | Calciatore          |
| -- | ----------------- | ----- | ------------------- |
|    | Italia (bandiera) | C     | Riccardo Pellini    |
|    | Italia (bandiera) | C     | Giulio Piazza       |
|    | Italia (bandiera) | C     | Franco Pinferretti  |
|    | Italia (bandiera) | C     | Aldo Raccone        |
|    | Italia (bandiera) | C     | Luigi Soffrido      |
|    | Italia (bandiera) | A     | Luciano Bassi       |
|    | Italia (bandiera) | A     | Alfio Ferretti      |
|    | Italia (bandiera) | A     | Natale Franzini     |
|    | Italia (bandiera) | A     | Luigi Gallanti      |
|    | Italia (bandiera) | A     | Temistocle Novarini |
|    | Italia (bandiera) | A     | Paolo Villa         |